# Cyril Gardner

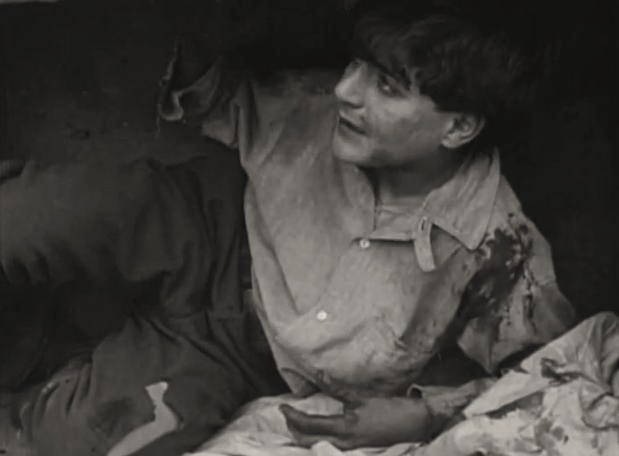
Cyril Gardner em The Drummer of the 8th (1923)

Cyril Gardner (30 de maio de 1898 – 30 de dezembro de 1942) foi um ator norte-americano nascido na França, diretor de cinema, editor e roteirista.
Gardner nasceu Cyril Gottlieb em Paris, França em 1898. e emigrou para os Estados Unidos já com a idade avançada, onde ele mudou seu sobrenome para "Gardner". Ele começou sua carreira como ator infantil, mais notavelmente em um papel principal no filme de 1913 The Drummer of the 8th, estrelando com Mildred Harris.

## Filmografia selecionada
Diretor
- Déclassée (1925) editor
- The Trespasser (1929) editor
- Grumpy (1930)
- The Royal Family of Broadway (1930)
- Reckless Living (1931)
- Doomed Battalion (1932)
- Perfect Understanding (1933)
- Big Business (1934)
- Widow's Might (1935)

Roteirista
- Chick (1936)